# Église Marie-Madeleine de Stockholm
L'église Marie-Madeleine (en suédois : Maria Magdalena kyrka) est une église paroissiale située dans le quartier de Södermalm, au centre de Stockholm en Suède. La construction de l'édifice remonte à la fin du XVIe siècle, mais d'importants travaux se sont succédé au cours des siècles, en particulier après un incendie survenu en 1759.

## Historique

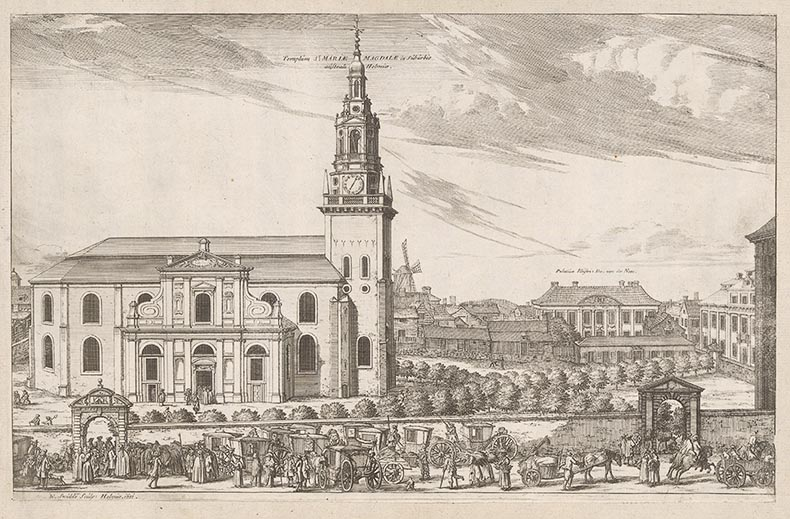
Gravure de Willem Swidde en 1691.

L'église Marie-Madeleine est la plus ancienne église du quartier de Södermalm. Sa construction commence en 1588 sur l'emplacement d'une ancienne chapelle, elle-même nommée en l'honneur de sainte Marie-Madeleine, mentionnée pour la première fois en 1352 et complétée par un clocher vers 1430. Les travaux de construction de l'église sont interrompus en 1592 à la mort du roi Jean III, et ce n'est qu'en 1634 que l'édifice est enfin inauguré. Des travaux d'agrandissement et de modification sont ensuite menés par Nicodème Tessin l'Ancien puis par son fils Nicodème Tessin le Jeune. Le bâtiment est de style baroque.
Le 19 juillet 1759, un gigantesque incendie ravage le quartier de l'église Marie-Madeleine, détruisant trois cents bâtiments. Sévèrement endommagée, l'église est réparée entre 1760 et 1763 sous la supervision de Carl Johan Cronstedt. C'est à Cronstedt que l'on doit les intérieurs actuels, en style rococo. Les derniers travaux de restauration intérieurs sont effectués en 1927 sous la direction de Lars Israel Wahlman, tandis que des travaux de ravalement des façades ont lieu pour la dernière fois en 1986.

## Aspects architecturaux

### Bâtiment
L'église a un plan en croix, la nef étant orientée sur un axe est-ouest, avec le clocher et le portail principal côté ouest et le chœur à l'est. Le portail, qui a été épargné par l'incendie de 1759, est signé Nicodème Tessin le Jeune et date de 1716. Dans les quatre angles à l'intersection de la nef et du transept se trouvent des constructions de différentes époques : une sacristie, une pièce pour l'argenterie, un vestiaire et une salle de mariage et de baptême.
Les façades du bâtiment sont recouvertes d'enduit jaune, avec un socle en grès rouge et un toit en cuivre. La structure est en brique. À l'intérieur, le sol est recouvert de parquet peint en gris, avec un tapis de couleur rose dans l'allée. Sur les murs, on trouve encore les chandeliers de bronze qui remontent au XVIIe siècle. Ils ont été électrifiés et complétés par des lanternes ajourées dessinées par Lars Israel Wahlman. Trois petits lustres en laiton sont suspendus à la voute. Le retable, qui a pour motif l'adoration des bergers, est une œuvre de Louis Masreliez qui remonte aux environs de 1800.
À l'intérieur du bâtiment on trouve plusieurs épitaphes dont une à la mémoire de Carl Michael Bellman, dont le grand-père était pasteur à l'église Marie-Madeleine. Une autre épitaphe est dédiée à Christopher Polhem, dont les obsèques en 1751 eurent lieu en présence de son ancien assistant Emanuel Swedenborg.

### Clocher

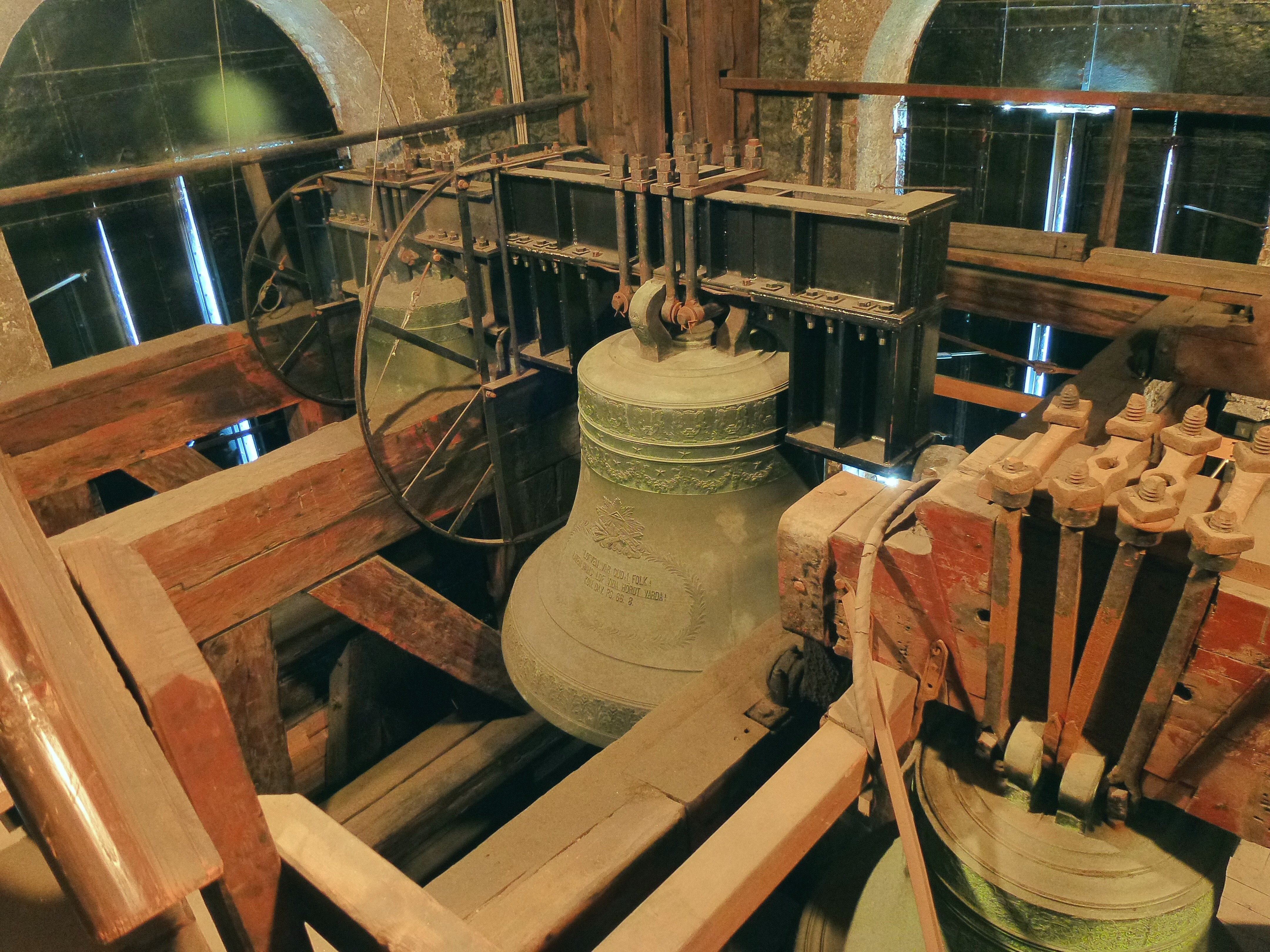
Les cloches de l'église.

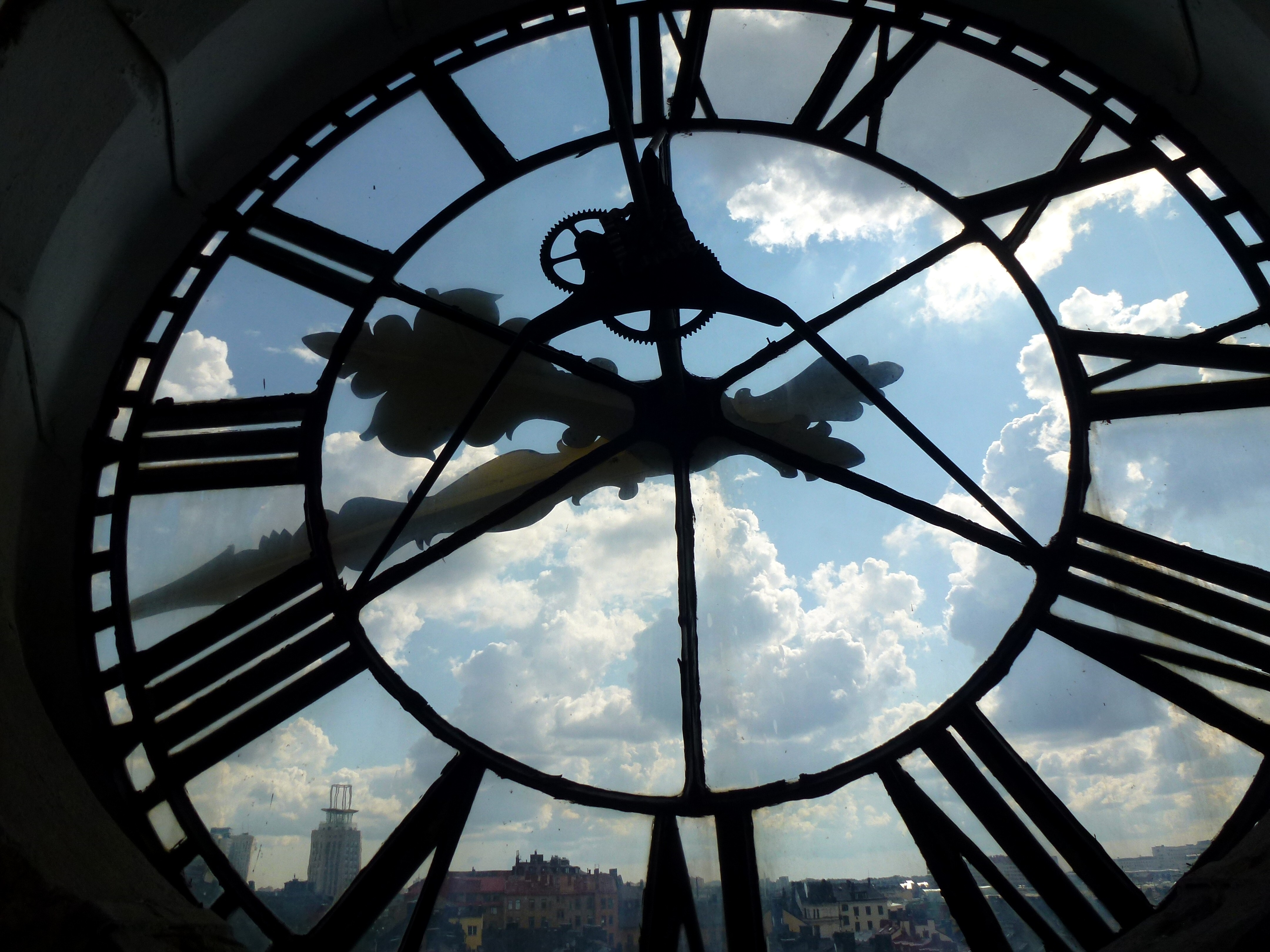
Une horloge vue de l'intérieur.

Le clocher actuel, de style néoclassique, remonte à 1825 et est dû à Carl Fredrik Sundvall. Il contiendrait du matériel de construction récupéré lors de la démolition de l'ancienne chapelle Marie-Madeleine. À l'origine, le clocher et la flèche étaient plus hauts et plus élancés qu'ils ne le sont aujourd'hui, comme le montre une gravure de Johan Sasse datée de 1650-1652. 
Après l'incendie de 1759, un clocher provisoire est édifié, qui n'est pas remplacé avant 1824. Le clocher est positionné en biais par rapport à l'axe principal de l'église et est surmonté d'une lanterne et d'une croix dorée. La hauteur totale (croix incluse) est de 55 mètres, soit une altitude de 73 mètres. Il faut monter 180 marches pour atteindre la plateforme d'observation
La grosse cloche a été produite en 1898 par la fonderie Bergholtz à Stockholm, avec du métal provenant de cloches endommagées lors de l'incendie de 1759. Une autre cloche, elle aussi signée Bergholtz, date de 1912, et est une refonte d'une cloche datant de 1760. Les deux autres cloches ont été fabriquées par la fonderie de Meyer en 1759 et 1760.
Sur la grosse cloche on peut lire l'inscription :

LOFVEN VÅR GUD FOLK! (« Bénissez notre Dieu peuple ! »)

LÅTEN HANS LOF VIDA HÖRDT VARDA! (« Que sa louange soit largement entendue ! »)

PS. 66. 8.
L'une des horloges d'origine de l'église Marie-Madeleine était équipée d'un mécanisme issu de la manufacture de Stjärnsund, fondée en 1700 par Christopher Polhem. Ce mécanisme est aujourd'hui conservé au Tekniska museet de Stockholm. En 1910, un nouveau mécanisme est installé par la fabrique horlogère Linderoth de la rue Drottninggatan. Aujourd'hui (2014), les quatre horloges du clocher sont reliées à un mécanisme électrique conçu par la firme horlogère Westerstrand.

### Orgues
Le buffet du grand orgue, œuvre de l'architecte Carl Fredrik Adelcrantz datant de 1774, est considéré comme l'un des plus beaux exemples de buffet rococo en Suède. L'orgue actuel, équipé de cinquante tuyaux, a été construit en 1927 par l'organier Åkerman & Lund. Modifié en 1961, le mécanisme a été restauré dans sa configuration d'origine en 1995. 
Un second orgue a été installé en 1986, et un troisième en 1993.

## Cimetière
Le cimetière ouvre dans les années 1350, une chapelle mortuaire étant édifiée grâce à une donation royale. Le long de la bordure sud, on trouve une rangée de caveaux construits entre 1709 et 1777. Ils sont de conception identique, avec des façades jaunes décorées de pilastres et d'arcs blancs. Au bout de la rangée côté sud-ouest se trouve une chapelle mortuaire construite en 1929, dessinée par Lars Israel Wahlman.
Les plus anciennes pierres tombales remontent au début du XVIIIe siècle. Le cimetière est le dernier domicile des bardes Erik Johan Stagnelius, Evert Taube, Johan Runius, Karl August Nicander et Lasse Lucidor. La tombe d'Evert Taube est ornée d'un buste sculpté par son épouse Astri Taube.

## Photographies

### Clichés de détails

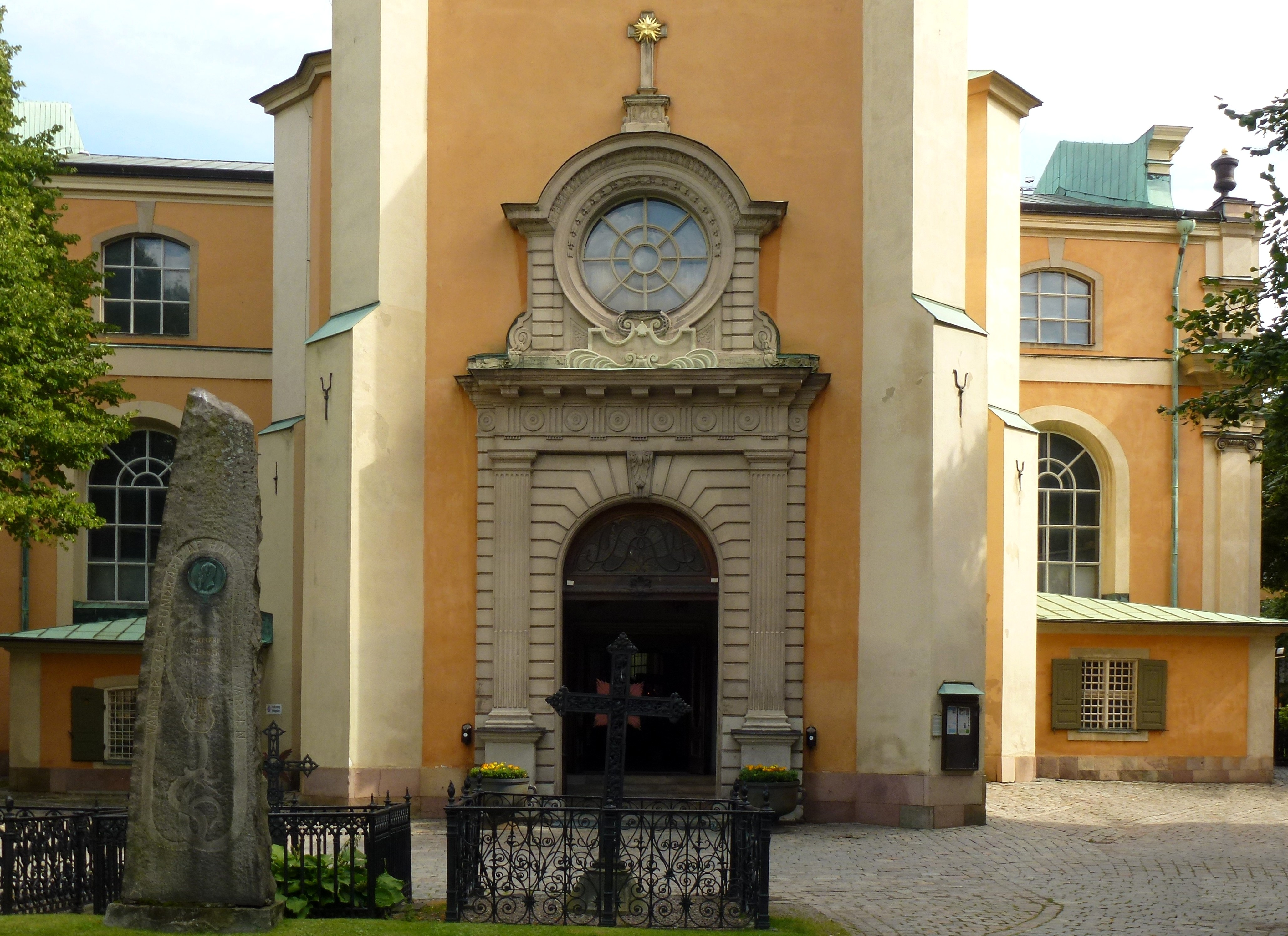
Le portail ouest, dessiné par Nicodème Tessin le Jeune, a été épargné par l'incendie de 1759.
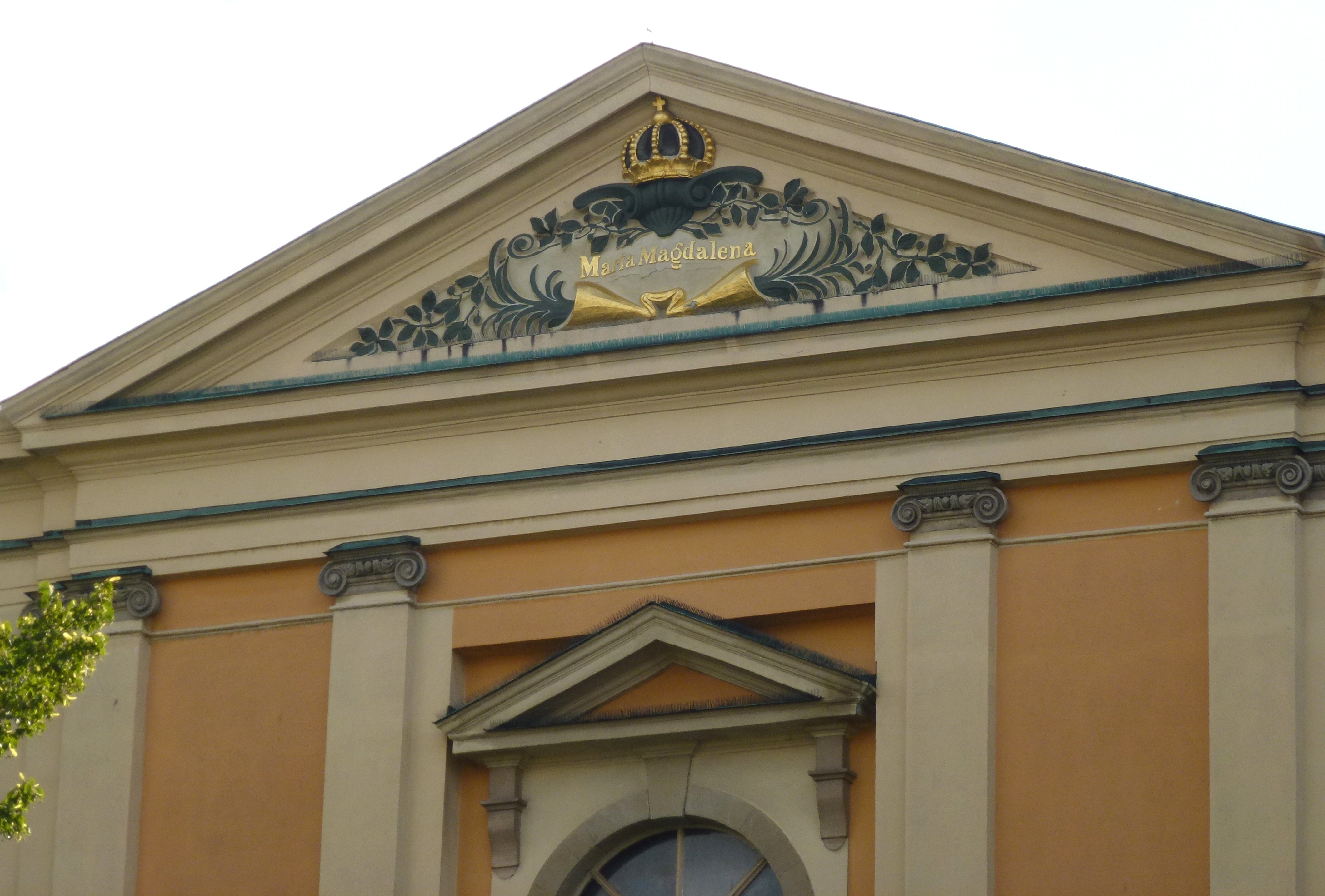
Le tympan du transept côté nord.
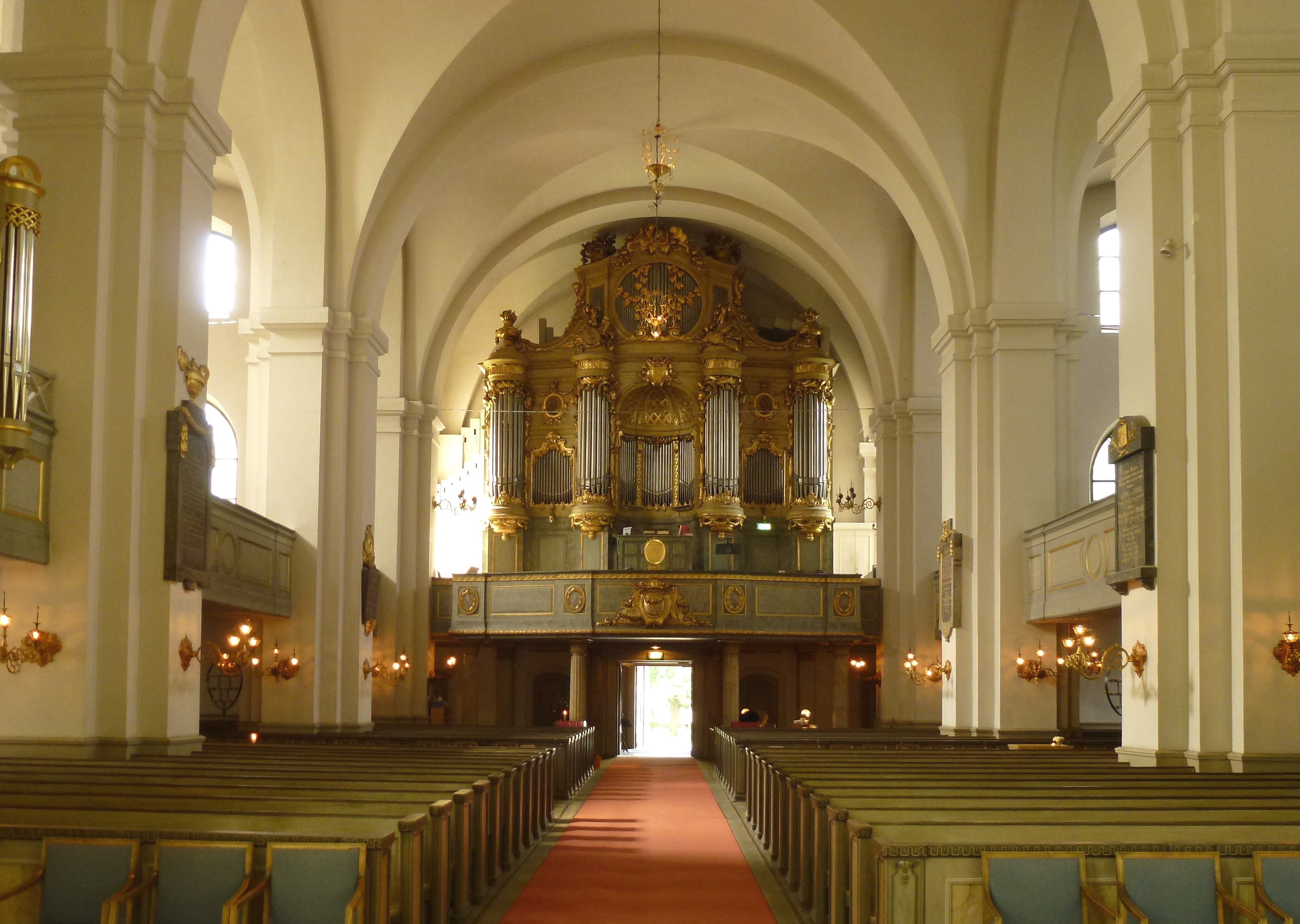
L'orgue.
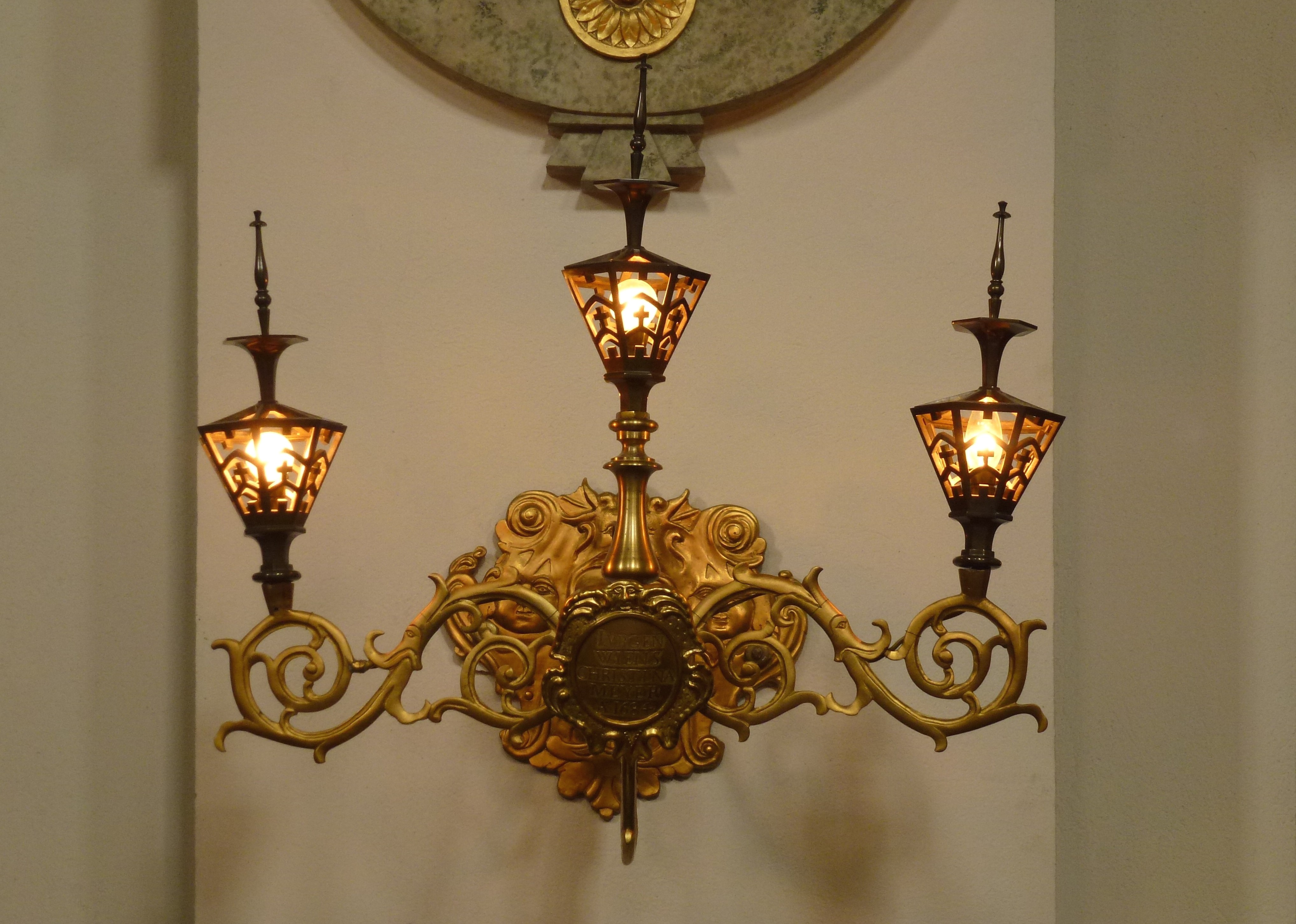
Un chandelier.

### Panorama

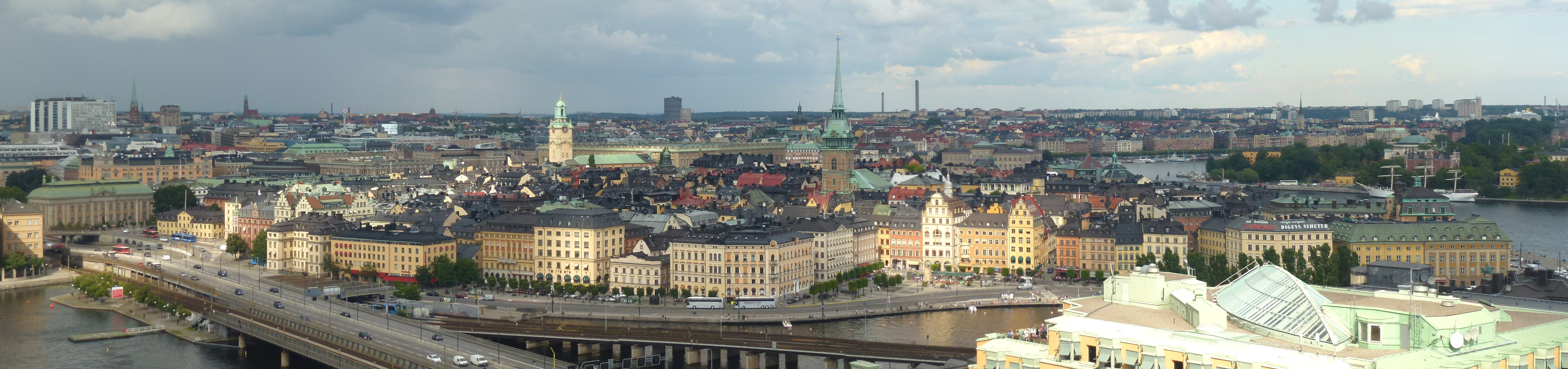
Vue de la vieille ville de Stockholm depuis le clocher de l'église en août 2012.

### Note
- (sv) Cet article est partiellement ou en totalité issu de l’article de Wikipédia en suédois intitulé « Maria Magdalena kyrka, Stockholm » (voir la liste des auteurs).